# 슈퍼 마리오 RPG
《슈퍼 마리오 RPG》는 스퀘어가 개발하고 닌텐도가 배급한 1996년 롤플레잉 비디오 게임이다. 슈퍼 패미컴 플랫폼으로 개발된 마지막 《마리오》 시리즈 게임으로, 일본서 1996년 3월 9일 처음 출시됐으며 북미 지역에선 같은 해 5월 발매됐다. 게임 기획은 후지오카 치히로와 마에카와 요시히코가 맡았으며, 그 외 제작은 미야모토 시게루, 음악은 시모무라 요코가 담당했다.
게임의 대체적인 줄거리는 마리오와 동료들이 악당에 의해 파괴된 스타로드를 복구하기 위해 전세계에 흩어진 7조각의 스타피스를 회수하고 평화를 되찾기 위해 모험을 떠난다는 이야기이다. 《슈퍼 마리오 RPG》는 《마리오》 시리즈 최초의 롤플레잉 비디오 게임으로, 《파이널 판타지》같이 스퀘어의 이전 RPG들로부터 게임플레이 요소들을 재도입했다. 게임 내에서 최대 3인으로 턴제로 진행되는 전투를 벌이며, 공격과 방어 시 시간에 맞춰 버튼을 누르면 대미지를 더 많이 주거나 받는 대미지를 0으로 만드는 등 상호작용을 할 수 있는 '커맨드 배틀' 방식이 특징이다.
슈퍼 패미컴판 출시 당시 《슈퍼 마리오 RPG》는 3D 렌더링 그래픽과 게임 내 독특한 유머로 호평을 받았다. 이후 출시된 닌텐도의 롤플레잉 게임 시리즈 《페이퍼 마리오》와 《마리오&루이지》의 시초가 됐다. 버추얼 콘솔 서비스를 통해 2008년에 Wii, 2015년에 Wii U로 디지털 재발매됐으며 2017년 닌텐도 클래식 미니: 슈퍼 패미컴에 수록됐다.
2023년 11월 17일, 아르테피아자가 개발하고 그래픽을 완전 3D로 교체하는 등 강화점이 포함된 리메이크가 닌텐도 스위치로 출시됐다.

## 줄거리
평화로운 날, 피치 공주가 마리오의 집 마당에 있었다. 그러나 하늘이 어두워지면서 나비들은 도망을 가고 번개가 친 뒤 쿠파가 피치공주를 납치한다. 그래서 마리오가 성으로 떠난다. 성으로 떠난 마리오는 쿠파를 떨어뜨려 피치 공주를 구한 뒤 성에는 검이 내려와서 게임이 시작된다.

## 반응
《슈퍼 마리오 RPG》 슈퍼 패미컴판은 출시 당시 대체적으로 긍정적인 평가를 받았다.

### 내용주
1. ↑  일본어: スーパーマリオＲＰＧ
2. ↑  북미 영어판 제목은 《슈퍼 마리오 RPG: 일곱 별의 전설》(영어: Super Mario RPG: Legend of the Seven Stars)

### 참조주
1. ↑  “Super Mario RPG: Legend of the Seven Stars Reviews”. GameRankings. 2019년 12월 9일에 원본 문서에서 보존된 문서. 2007년 9월 10일에 확인함.
2. ↑  “Super Mario RPG Review from SNES, Wii”. 《1UP.com》. April 18, 2015에 원본 문서에서 보존된 문서. April 24, 2015에 확인함.
3. ↑  Miller, Skyler. “Super Mario RPG: Legend of the Seven Stars - Review - allgame”. AllGame. 2014년 12월 11일에 원본 문서에서 보존된 문서. 2015년 4월 24일에 확인함.
4. ↑  Whitehead, Dan (2008년 8월 26일). “Virtual Console Roundup Review”. 《Eurogamer》. 2010년 2월 25일에 원본 문서에서 보존된 문서. 2021년 8월 30일에 확인함.
5. ↑  “スーパーマリオRPG [スーパーファミコン] / ファミ通.com”. 《Famitsu》. 2019년 6월 1일에 확인함.
6. ↑  “Legacy Review Archives”. 《Game Informer》. 2018년 12월 14일에 원본 문서에서 보존된 문서. 2021년 10월 3일에 확인함.
7. ↑  Thomas, Lucas (2008년 9월 2일). “Super Mario RPG: Legend of the Seven Stars Review”. 《IGN》. 2008년 9월 3일에 원본 문서에서 보존된 문서. 2022년 5월 9일에 확인함.
8. ↑  “Plumbing Depth”. 《Next Generation》. 18호 (Imagine Media). June 1996. 126쪽.
9. ↑  “Mario RPG Review”. 2008년 8월 22일. 2010년 5월 22일에 확인함.
10. ↑  Cavin, Derek (March 13, 2004). “Mario Gets HP”. 《RPGamer》. September 30, 2007에 원본 문서에서 보존된 문서. February 21, 2008에 확인함.
11. ↑  Oxford, Nadia (2019년 1월 23일). “Super NES Retro Review: Super Mario RPG: Legend of the Seven Stars”. 《USgamer》. 2021년 8월 30일에 확인함.
12. ↑  “Super Mario RPG”. 《Video Games》 (독일어). July 1996. 98–99쪽. 2021년 8월 30일에 확인함.